# 卡列维波埃格

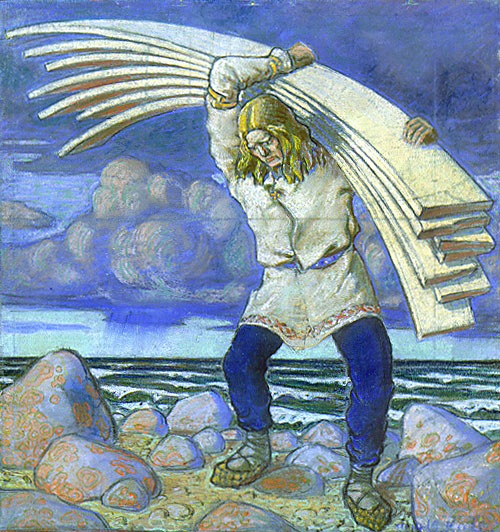
《卡列维波埃格》的插图

《卡列维波埃格》（愛沙尼亞語發音：[ˈkɑlʲeʋipoe̯k]，又译为《卡列维之子》）是爱沙尼亚的民族史诗，由弗雷德里希·莱茵霍尔特·克留茨瓦尔德根据爱沙尼亚民歌的基础上编写而成。史诗的主角是有各种英雄事迹的卡列维和琳达的儿子卡列维波埃格（即卡列维之子）。

## 起源
在古代的爱沙尼亚就有口头流传的描述世界起源的神话。在老的爱沙尼亚民间传说里，有一位叫“卡列夫”或“卡列维之子”的不怀好意的巨人与其他巨人或民族敌人搏斗。

## 历史

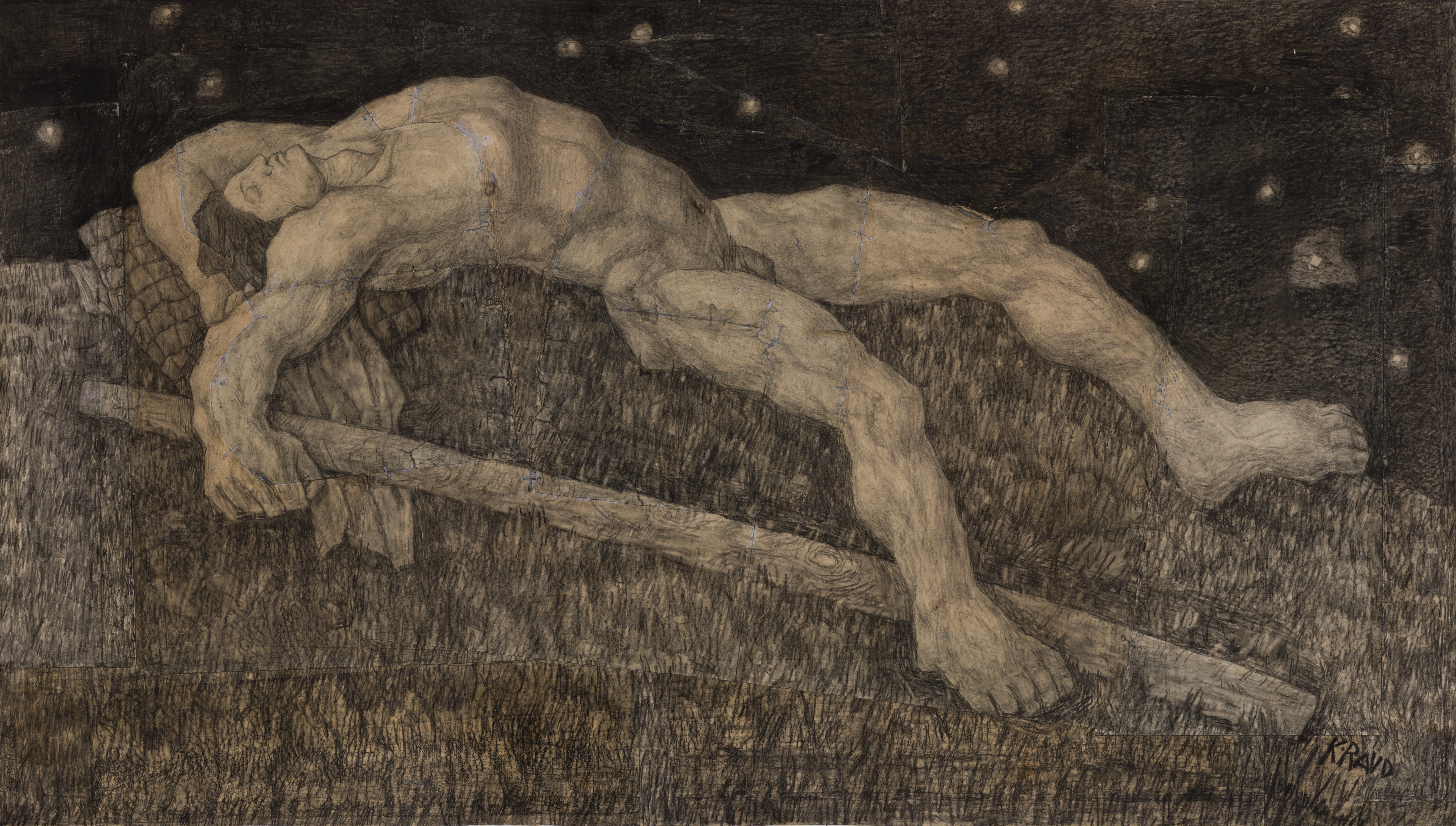
《沉睡中的卡列维波埃格》（1933年）

史诗的主要素材来自爱沙尼亚民间传说中的叫卡列维波埃格（即卡列维之子）的巨人英雄。这些传说主要是把各种自然界的物品和特征解释成卡列维波埃格行为的痕迹，这些传说跟邻近区域的民族史诗有相似处，特别跟芬兰的民族史诗《卡勒瓦拉》类似。
1839年弗雷德里希·罗伯特·菲勒曼阅读过一篇有关卡列维波埃格传奇的文章。他勾画了这个民族浪漫主义史诗的情节。1850年在菲勒曼去世之后，克留茨瓦尔德开始撰写这些诗歌，把这些诗歌解释为重构一个已经失传的口头文学。他收集了一些头口故事，并把它们编织成一个统一的整体。
由于审查制度的缘故，《卡列维波埃格》的第一版（1853，13,817行）没能得到印刷出版。完全重新修订的第二版（19,087行）在1857至1861年间作为学术文章得以陆续连载发表。同时德文译本也得以发表。1862年，稍作剪辑的第三版（19,023行）得以完成，这是供普通读者阅读的，是在芬兰库奥皮奥印刷的。